# Alexandra Babaș
Alexandra Babaș (ur. 17 kwietnia 1997 w Baia Mare) – rumuńska siatkarka, grająca na pozycji rozgrywającej, reprezentantka Rumunii.